# Nikon Z6
La Nikon Z6 è una fotocamera mirrorless prodotta dalla Nikon Corporation, in commercio dal 2018.
Ha un sensore CMOS BSI in Formato Nikon FX da 24,5 milioni di pixel.